# Hortipes abucoletus
Hortipes abucoletus là một loài nhện trong họ Corinnidae.
Loài này thuộc chi Hortipes. Hortipes abucoletus được miêu tả năm 2000 bởi Bosselaers & Rudy Jocqué.